# Saint-Dizant-du-Bois

Saint-Dizant-du-Bois este o comună în departamentul Charente-Maritime, Franța. În 1 ianuarie 2022 avea o populație de 113 de locuitori.